# Lista najstarszych mężczyzn w historii
Lista mężczyzn superstulatków uważanych za najstarszych ludzi w historii, którzy osiągnęli wiek co najmniej 111 lat.
Dane zostały zweryfikowane przez Gerontologiczną Grupę Badawczą, LongeviQuest oraz Księga rekordów Guinnessa. Na liście znajduje się 195 mężczyzn ze zweryfikowanym wiekiem. 22 osoby są badane i wyłączone z ogólnej numeracji.
     osoba zmarła, wiek zweryfikowany
     osoba żyjąca, wiek zweryfikowany
     osoba zmarła lub żyjąca, wiek badany
| Poz. | Imię i nazwisko                      | Data urodzenia       | Data śmierci         | Wiek             | Kraj                    |
| ---- | ------------------------------------ | -------------------- | -------------------- | ---------------- | ----------------------- |
|      | Anísio Rodrigues Alves               | 30 grudnia 1892      | 16 sierpnia 2009     | 116 lat 229 dni  | Brazylia                |
| 1    | Jirōemon Kimura                      | 19 kwietnia 1897     | 12 czerwca 2013      | 116 lat 54 dni   | Japonia                 |
| 2    | Christian Mortensen                  | 16 sierpnia 1882     | 25 kwietnia 1998     | 115 lat 252 dni  | Stany Zjednoczone       |
| 3    | Emiliano Mercado del Toro            | 21 sierpnia 1891     | 24 stycznia 2007     | 115 lat 156 dni  | Portoryko               |
| 4    | Juan Vicente Pérez Mora              | 27 maja 1909         | 2 kwietnia 2024      | 114 lat 311 dni  | Wenezuela               |
| 5    | Horacio Celi Mendoza                 | 3 stycznia 1897      | 25 września 2011     | 114 lat 265 dni  | Peru                    |
| 6    | Walter Breuning                      | 21 września 1896     | 14 kwietnia 2011     | 114 lat 205 dni  | Stany Zjednoczone       |
| 7    | Yūkichi Chūganji                     | 23 marca 1889        | 28 września 2003     | 114 lat 189 dni  | Japonia                 |
| 8    | Tomás Pinales Figuereo               | 31 marca 1906        | 24 września 2020     | 114 lat 177 dni  | Dominikana              |
| 9    | Joan Riudavets Moll                  | 15 grudnia 1889      | 5 marca 2004         | 114 lat 81 dni   | Hiszpania               |
| 10   | Frederick Harold Hale                | 1 grudnia 1890       | 19 listopada 2004    | 113 lat 354 dni  | Stany Zjednoczone       |
| 11   | Jisra’el Kristal                     | 15 września 1903     | 11 sierpnia 2017     | 113 lat 330 dni  | Izrael                  |
| 12   | Efraín Antonio Ríos García           | 4 kwietnia 1910      | 11 stycznia 2024     | 113 lat 282 dni  | Kolumbia                |
| 13   | Tomoji Tanabe                        | 18 września 1895     | 19 czerwca 2009      | 113 lat 274 dni  | Japonia                 |
| 14   | John Ingram McMorran                 | 19 czerwca 1889      | 24 lutego 2003       | 113 lat 250 dni  | Stany Zjednoczone       |
| 15   | Masazō Nonaka                        | 25 lipca 1905        | 20 stycznia 2019     | 113 lat 179 dni  | Japonia                 |
| 16   | Mauro Ambriz Tapia                   | 21 listopada 1897    | 18 kwietnia 2011     | 113 lat 148 dni  | Meksyk                  |
| 17   | Frederick Lorenz Frazier             | 27 stycznia 1880     | 14 czerwca 1993      | 113 lat 138 dni  | Stany Zjednoczone       |
| 18   | Eusebio Quintero López               | 6 marca 1910         | 16 lipca 2023        | 113 lat 132 dni  | Kolumbia                |
| 19   | Donald Butler                        | 21 sierpnia 1885     | 27 grudnia 1998      | 113 lat 128 dni  | Stany Zjednoczone       |
| 20   | James Emmanuel Sisnett               | 22 lutego 1900       | 23 maja 2013         | 113 lat 90 dni   | Barbados                |
| 20   | Wenceslao Leyva González             | 28 września 1903     | 27 grudnia 2016      | 113 lat 90 dni   | Meksyk                  |
| 22   | Domingo Villa Avisencio              | 26 sierpnia 1906     | 3 listopada 2019     | 113 lat 69 dni   | Meksyk                  |
| 23   | Maximiano José dos Santos            | 22 lutego 1893       | 25 kwietnia 2006     | 113 lat 62 dni   | Brazylia                |
| 24   | Walter Richardson                    | 7 listopada 1885     | 25 grudnia 1998      | 113 lat 48 dni   | Stany Zjednoczone       |
| 25   | Francisco Núñez Olivera              | 13 grudnia 1904      | 29 stycznia 2018     | 113 lat 47 dni   | Hiszpania               |
| 26   | Henry William Allingham              | 6 czerwca 1896       | 18 lipca 2009        | 113 lat 42 dni   | Anglia Wielka Brytania  |
| 27   | Emilio Flores Márquez                | 8 sierpnia 1908      | 12 sierpnia 2021     | 113 lat 4 dni    | Portoryko               |
| 28   | Chitetsu Watanabe                    | 5 marca 1907         | 23 lutego 2020       | 112 lat 355 dni  | Japonia                 |
| 29   | Antonio Todde                        | 22 stycznia 1889     | 3 stycznia 2002      | 112 lat 346 dni  | Włochy                  |
| 30   | Saturnino de la Fuente García        | 11 lutego 1909       | 18 stycznia 2022     | 112 lat 341 dni  | Hiszpania               |
| 31   | Moses Hardy                          | 6 stycznia 1894      | 7 grudnia 2006       | 112 lat 335 dni  | Stany Zjednoczone       |
| 32   | João Marinho Neto                    | 5 października 1912  | żyje                 | 112 lat 319 dni  | Brazylia                |
| 33   | Yasutarō Koide                       | 13 marca 1903        | 19 stycznia 2016     | 112 lat 312 dni  | Japonia                 |
| 34   | John Evans                           | 19 sierpnia 1877     | 10 czerwca 1990      | 112 lat 295 dni  | Walia Wielka Brytania   |
| 35   | Shi Ping                             | 1 listopada 1911     | 29 czerwca 2024      | 112 lat 241 dni  | Chiny                   |
| 36   | Richard Arvin Overton                | 11 maja 1906         | 27 grudnia 2018      | 112 lat 230 dni  | Stany Zjednoczone       |
| 37   | Delio Venturotti                     | 25 października 1909 | 1 czerwca 2022       | 112 lat 219 dni  | Brazylia                |
| 38   | Denzo Ishizaki                       | 2 października 1886  | 29 kwietnia 1999     | 112 lat 209 dni  | Japonia                 |
| 39   | George Rene Francis                  | 6 czerwca 1896       | 27 grudnia 2008      | 112 lat 204 dni  | Stany Zjednoczone       |
| 40   | James Monroe King                    | 15 listopada 1854    | 5 czerwca 1967       | 112 lat 202 dni  | Stany Zjednoczone       |
| 41   | Georges Thomas                       | 19 listopada 1911    | 1 czerwca 2024       | 112 lat 195 dni  | Francja                 |
| 42   | Josep Armengol Jover                 | 23 lipca 1881        | 20 stycznia 1994     | 112 lat 181 dni  | Hiszpania               |
| 43   | Giovanni Frau                        | 29 grudnia 1890      | 19 czerwca 2003      | 112 lat 172 dni  | Włochy                  |
| 44   | Jules Théobald                       | 17 kwietnia 1909     | 5 października 2021  | 112 lat 171 dni  | Martynika               |
| 45   | John Painter                         | 20 września 1888     | 1 marca 2001         | 112 lat 162 dni  | Stany Zjednoczone       |
| 46   | Marcel Meys                          | 12 lipca 1909        | 15 grudnia 2021      | 112 lat 156 dni  | Francja                 |
| 47   | Masamitsu Yoshida                    | 30 maja 1904         | 29 października 2016 | 112 lat 152 dni  | Japonia                 |
| 48   | Sakari Momoi                         | 5 lutego 1903        | 5 lipca 2015         | 112 lat 150 dni  | Japonia                 |
| 49   | Victor Chanca Santos                 | 14 czerwca 1910      | 9 listopada 2022     | 112 lat 148 dni  | Peru                    |
| 50   | Gisaburō Sonobe                      | 6 listopada 1911     | 31 marca 2024        | 112 lat 146 dni  | Japonia                 |
| 51   | Efraín Núñez                         | 28 grudnia 1904      | 22 maja 2017         | 112 lat 145 dni  | Dominikana              |
| 52   | Josino Levino Ferreira               | 3 kwietnia 1913      | żyje                 | 112 lat 139 dni  | Brazylia                |
| 53   | Alphaeus Philemon Cole               | 12 lipca 1876        | 25 listopada 1988    | 112 lat 136 dni  | Stany Zjednoczone       |
| 54   | Augusto Moreira de Oliveira          | 6 października 1896  | 13 lutego 2009       | 112 lat 130 dni  | Portugalia              |
| 55   | João Zanol                           | 13 października 1907 | 12 lutego 2020       | 112 lat 122 dni  | Brazylia                |
| 56   | George Johnson                       | 1 maja 1894          | 30 sierpnia 2006     | 112 lat 121 dni  | Stany Zjednoczone       |
| 56   | Mikizo Ueda                          | 11 maja 1910         | 9 września 2022      | 112 lat 121 dni  | Japonia                 |
| 58   | Lawrence Brooks                      | 12 września 1909     | 5 stycznia 2022      | 112 lat 115 dni  | Stany Zjednoczone       |
| 59   | Salustiano Sánchez Blázquez          | 8 czerwca 1901       | 13 września 2013     | 112 lat 97 dni   | Stany Zjednoczone       |
| 60   | Park Fountain Heard                  | 18 maja 1882         | 18 sierpnia 1994     | 112 lat 92 dni   | Stany Zjednoczone       |
| 61   | John Alfred Tinniswood               | 26 sierpnia 1912     | 25 listopada 2024    | 112 lat 91 dni   | Anglia Wielka Brytania  |
| 62   | CP Crawford                          | 25 sierpnia 1907     | 23 listopada 2019    | 112 lat 90 dni   | Stany Zjednoczone       |
| 63   | Jorge Durán Coral                    | 23 kwietnia 1909     | 21 lipca 2021        | 112 lat 89 dni   | Meksyk                  |
| 64   | Yoshikazu Yamashita                  | 10 kwietnia 1907     | 7 lipca 2019         | 112 lat 88 dni   | Japonia                 |
| 65   | Gengan Tonaki                        | 30 października 1884 | 24 stycznia 1997     | 112 lat 86 dni   | Japonia                 |
| 66   | Ilie Ciocan                          | 10 czerwca 1913      | żyje                 | 112 lat 71 dni   | Rumunia                 |
| 67   | Robert Weighton                      | 29 marca 1908        | 28 maja 2020         | 112 lat 60 dni   | Anglia Wielka Brytania  |
|      | Joe Willie Hollins                   | 19 sierpnia 1906     | 23 września 2018     | 112 lat 35 dni   | Stany Zjednoczone       |
| 68   | Tadanosuke Hashimoto                 | 27 kwietnia 1891     | 31 maja 2003         | 112 lat 34 dni   | Japonia                 |
| 69   | Kumekichi Tani                       | 20 kwietnia 1891     | 12 maja 2003         | 112 lat 22 dni   | Japonia                 |
| 70   | Ernest Peronneau                     | 7 marca 1902         | 26 marca 2014        | 112 lat 19 dni   | Stany Zjednoczone       |
| 71   | George Feldman                       | 2 grudnia 1906       | 2 grudnia 2018       | 112 lat 0 dni    | Stany Zjednoczone       |
| 72   | Tsunahei Ogawa                       | 9 stycznia 1907      | 4 stycznia 2019      | 111 lat 360 dni  | Japonia                 |
| 73   | Arturo Licata                        | 2 maja 1902          | 24 kwietnia 2014     | 111 lat 357 dni  | Włochy                  |
| 74   | Stanisław Kowalski                   | 14 kwietnia 1910     | 5 kwietnia 2022      | 111 lat 356 dni  | Polska                  |
| 75   | Silverio Pereira Ayala               | 11 czerwca 1906      | 30 maja 2018         | 111 lat 353 dni  | Paragwaj                |
| 76   | Frank Morimitsu                      | 26 grudnia 1886      | 9 grudnia 1998       | 111 lat 348 dni  | Stany Zjednoczone       |
| 77   | Walter Hamilton Seward               | 13 października 1896 | 14 września 2008     | 111 lat 337 dni  | Stany Zjednoczone       |
| 78   | Faustino Vargas Pérez                | 27 września 1896     | 20 sierpnia 2008     | 111 lat 328 dni  | Kostaryka               |
| 79   | Maurice Noël Floquet                 | 25 grudnia 1894      | 10 listopada 2006    | 111 lat 320 dni  | Francja                 |
| 80   | Kenneth Weeks                        | 5 października 1913  | żyje                 | 111 lat 319 dni  | Australia               |
| 81   | Valerio Piroddi                      | 13 listopada 1905    | 18 września 2017     | 111 lat 309 dni  | Włochy                  |
| 82   | Shigeru Nakamura                     | 11 stycznia 1911     | 15 listopada 2022    | 111 lat 308 dni  | Japonia                 |
| 83   | Arthur Nash                          | 7 stycznia 1885      | 4 listopada 1996     | 111 lat 302 dni  | Kanada                  |
| 84   | James Foster McCoubrey               | 13 września 1901     | 5 lipca 2013         | 111 lat 295 dni  | Stany Zjednoczone       |
|      | Mikhail Krichevsky                   | 9 marca 1897         | 26 grudnia 2008      | 111 lat 292 dni  | Ukraina                 |
| 85   | Julio Saldarriaga Hernández          | 3 listopada 1913     | żyje                 | 111 lat 290 dni  | Kolumbia                |
| 86   | Ezra Edward Hill                     | 19 grudnia 1910      | 4 października 2022  | 111 lat 289 dni  | Stany Zjednoczone       |
| 87   | Zhou Renqing                         | 7 listopada 1913     | żyje                 | 111 lat 286 dni  | Chiny                   |
| 88   | John Mosley Turner                   | 15 czerwca 1856      | 21 marca 1968        | 111 lat 280 dni  | Anglia Wielka Brytania  |
| 89   | Hermann Dörnemann                    | 27 maja 1893         | 2 marca 2005         | 111 lat 279 dni  | Niemcy                  |
| 90   | Hilario Orozco Lemus                 | 3 listopada 1913     | 5 sierpnia 2025      | 111 lat 275 dni  | Meksyk                  |
| 91   | Laurence Thompson                    | 23 stycznia 1887     | 24 października 1998 | 111 lat 274 dni  | Stany Zjednoczone       |
| 92   | Agustín Reyes Ortiz                  | 8 lutego 1887        | 6 listopada 1998     | 111 lat 271 dni  | Portoryko               |
| 93   | Antonio Urrea Hernández              | 18 lutego 1888       | 15 listopada 1999    | 111 lat 270 dni  | Hiszpania               |
|      | José Rodrigues Avelino               | 5 stycznia 1905      | 1 października 2016  | 111 lat 270 dni  | Brazylia                |
| 94   | Choki Miyagi                         | 15 listopada 1904    | 7 sierpnia 2016      | 111 lat 266 dni  | Japonia                 |
| 95   | Reuben Sinclair                      | 5 grudnia 1911       | 27 sierpnia 2023     | 111 lat 265 dni  | Kanada                  |
|      | Pedro Batista Layana                 | 25 czerwca 1909      | 7 marca 2021         | 111 lat 255 dni  | Kuba                    |
| 96   | Santos Hildebrando Rivas García      | 17 sierpnia 1911     | 17 kwietnia 2023     | 111 lat 243 dni  | Salwador                |
| 97   | Jan Machiel Reyskens                 | 11 maja 1878         | 7 stycznia 1990      | 111 lat 241 dni  | Holandia                |
| 98   | Jesús Mosteo Pérez                   | 1 stycznia 1908      | 28 sierpnia 2019     | 111 lat 239 dni  | Hiszpania               |
| 99   | Frank Sylvester                      | 25 czerwca 1893      | 12 lutego 2005       | 111 lat 232 dni  | Stany Zjednoczone       |
|      | Henry Tseng                          | 12 lipca 1907        | 27 lutego 2019       | 111 lat 230 dni  | Stany Zjednoczone       |
| 100  | Tōichi Sasaki                        | 4 września 1905      | 20 kwietnia 2017     | 111 lat 228 dni  | Japonia                 |
| 101  | Joseph Thomas                        | 1 maja 1875          | 14 grudnia 1986      | 111 lat 227 dni  | Stany Zjednoczone       |
| 102  | André Boite                          | 6 grudnia 1910       | 15 lipca 2022        | 111 lat 221 dni  | Francja                 |
|      | Aldegundes Pereira de Castro         | 3 marca 1903         | 10 października 2014 | 111 lat 221 dni  | Brazylia                |
| 103  | Dumitru Comănescu                    | 21 listopada 1908    | 27 czerwca 2020      | 111 lat 219 dni  | Rumunia                 |
| 104  | Arthur Carter                        | 5 listopada 1889     | 11 czerwca 2001      | 111 lat 218 dni  | Stany Zjednoczone       |
| 105  | André Ludwig                         | 6 czerwca 1912       | 7 stycznia 2024      | 111 lat 215 dni  | Francja                 |
| 106  | James Zackry                         | 15 sierpnia 1881     | 14 marca 1993        | 111 lat 211 dni  | Stany Zjednoczone       |
| 107  | Tanekichi Onishi                     | 15 lutego 1900       | 11 września 2011     | 111 lat 208 dni  | Japonia                 |
| 108  | Roger Auvin                          | 20 marca 1908        | 13 października 2019 | 111 lat 207 dni  | Francja                 |
| 109  | Kiyoshi Igarashi                     | 2 sierpnia 1897      | 23 lutego 2009       | 111 lat 205 dni  | Japonia                 |
| 109  | Lester Townsend                      | 31 marca 1908        | 22 października 2019 | 111 lat 205 dni  | Stany Zjednoczone       |
| 111  | Herman Smith-Johannsen               | 15 czerwca 1875      | 5 stycznia 1987      | 111 lat 204 dni  | Norwegia                |
|      | John Huang                           | 1 lutego 1914        | żyje                 | 111 lat 200 dni  | Holandia                |
| 112  | Ernest Charles Pusey                 | 5 maja 1895          | 19 listopada 2006    | 111 lat 198 dni  | Stany Zjednoczone       |
| 113  | Albano Ferreira Andrade              | 14 grudnia 1909      | 29 czerwca 2021      | 111 lat 197 dni  | Portugalia              |
|      | Chevelar Montenegro Peixoto          | 15 listopada 1904    | 27 maja 2016         | 111 lat 194 dni  | Brazylia                |
|      | Luis Carrasco-Muñoz Pérez de la Isla | 13 lutego 1914       | żyje                 | 111 lat 188 dni  | Hiszpania               |
| 114  | Dexter Kruger                        | 13 stycznia 1910     | 20 lipca 2021        | 111 lat 188 dni  | Australia               |
| 115  | Thomas Nelson                        | 8 lipca 1895         | 9 stycznia 2007      | 111 lat 185 dni  | Stany Zjednoczone       |
| 116  | Jokichi Ikarashi                     | 26 stycznia 1902     | 23 lipca 2013        | 111 lat 178 dni  | Japonia                 |
| 117  | Earl Fred Brush                      | 17 lipca 1893        | 10 stycznia 2005     | 111 lat 177 dni  | Stany Zjednoczone       |
| 117  | Manuel Benavente Sanhueza            | 25 września 1909     | 21 marca 2021        | 111 lat 177 dni  | Chile                   |
|      | Qin Hanzhang                         | 19 lutego 1908       | 15 sierpnia 2019     | 111 lat 177 dni  | Chiny                   |
| 119  | Francisco Juárez Iglesias            | 8 maja 1911          | 25 października 2022 | 111 lat 170 dni  | Meksyk                  |
|      | Ya Hyung Lee                         | 27 sierpnia 1910     | 12 lutego 2022       | 111 lat 169 dni  | Kanada                  |
| 120  | António Fernandes de Castro          | 6 stycznia 1898      | 22 czerwca 2009      | 111 lat 167 dni  | Portugalia              |
| 121  | Primo Olivieri                       | 7 marca 1914         | żyje                 | 111 lat 166 dni  | Brazylia                |
| 122  | Sukesaburo Nakanishi                 | 15 marca 1896        | 22 sierpnia 2007     | 111 lat 160 dni  | Japonia                 |
| 123  | Kiyotaka Mizuno                      | 14 marca 1914        | żyje                 | 111 lat 159 dni  | Japonia                 |
| 124  | Luther Goding                        | 1 lipca 1884         | 5 grudnia 1995       | 111 lat 157 dni  | Stany Zjednoczone       |
| 125  | Jan Pieter Bos                       | 12 lipca 1891        | 15 grudnia 2002      | 111 lat 156 dni  | Holandia                |
| 126  | Emile Fourcade                       | 29 lipca 1884        | 29 grudnia 1995      | 111 lat 153 dni  | Francja                 |
| 127  | Benjamin Holcomb                     | 3 lipca 1889         | 2 grudnia 2000       | 111 lat 152 dni  | Stany Zjednoczone       |
| 128  | Aarne Arvonen                        | 4 sierpnia 1897      | 1 stycznia 2009      | 111 lat 150 dni  | Finlandia               |
| 128  | Melville Uriah Williams              | 21 lutego 1910       | 21 lipca 2021        | 111 lat 150 dni  | Barbados                |
|      | Virgilio Cardoso de Medeiros         | 2 lipca 1911         | 26 listopada 2022    | 111 lat 147 dni  | Brazylia                |
| 130  | George Frederick Ives                | 17 listopada 1881    | 12 kwietnia 1993     | 111 lat 146 dni  | Kanada                  |
| 131  | Vitantonio Lovallo                   | 28 marca 1914        | żyje                 | 111 lat 145 dni  | Włochy                  |
| 132  | Joannes Goossenaerts                 | 30 października 1900 | 21 marca 2012        | 111 lat 143 dni  | Belgia                  |
| 133  | Jerzy Pajączkowski-Dydyński          | 19 lipca 1894        | 6 grudnia 2005       | 111 lat 140 dni  | Anglia Wielka Brytania  |
| 134  | Francisco Ernesto Filho              | 5 kwietnia 1914      | żyje                 | 111 lat 137 dni  | Brazylia                |
| 135  | Karl Artur Mattsson                  | 9 marca 1908         | 24 lipca 2019        | 111 lat 137 dni  | Szwecja                 |
| 136  | Harold Lauter Bracher                | 30 listopada 1904    | 13 kwietnia 2016     | 111 lat 135 dni  | Anglia Wielka Brytania  |
| 137  | Garland Adair                        | 30 lipca 1898        | 11 grudnia 2009      | 111 lat 134 dni  | Stany Zjednoczone       |
| 138  | Tripolino Giannini                   | 20 sierpnia 1912     | 31 grudnia 2023      | 111 lat 133 dni  | Włochy                  |
| 139  | Pedro Zorrilla Caballero             | 24 kwietnia 1886     | 2 września 1997      | 111 lat 131 dni  | Portoryko               |
| 140  | Anders Engberg                       | 1 lipca 1892         | 6 listopada 2003     | 111 lat 128 dni  | Szwecja                 |
| 140  | Friedrich Reichenstein               | 1 lutego 1906        | 9 czerwca 2017       | 111 lat 128 dni  | Izrael                  |
| 140  | Alfred Smith                         | 29 marca 1908        | 4 sierpnia 2019      | 111 lat 128 dni  | Szkocja Wielka Brytania |
| 143  | Kameo Ōya                            | 12 lutego 1907       | 17 czerwca 2018      | 111 lat 125 dni  | Japonia                 |
| 144  | Alexander Imich                      | 4 lutego 1903        | 8 czerwca 2014       | 111 lat 124 dni  | Stany Zjednoczone       |
| 145  | Charlie Phillips                     | 5 maja 1869          | 5 września 1980      | 111 lat 123 dni  | Stany Zjednoczone       |
| 145  | Jack Lockett                         | 22 stycznia 1891     | 25 maja 2002         | 111 lat 123 dni  | Australia               |
| 147  | Henry Hartmann                       | 14 lipca 1894        | 10 listopada 2005    | 111 lat 119 dni  | Stany Zjednoczone       |
| 148  | Shelby Harris                        | 31 marca 1901        | 25 lipca 2012        | 111 lat 116 dni  | Stany Zjednoczone       |
| 149  | Hikaru Katō                          | 2 maja 1914          | żyje                 | 111 lat 110 dni  | Japonia                 |
| 150  | Toshiyasu Chiba                      | 14 kwietnia 1907     | sierpień 2018        | 111 lat 109+ dni | Japonia                 |
| 151  | Tomoichi Kubota                      | 13 grudnia 1903      | 29 marca 2015        | 111 lat 106 dni  | Japonia                 |
| 152  | Daniel Guzmán García                 | 6 lutego 1897        | 21 maja 2008         | 111 lat 105 dni  | Kolumbia                |
| 153  | Maurice Le Coutour                   | 12 maja 1914         | żyje                 | 111 lat 100 dni  | Francja                 |
| 154  | Fumio Riikishi                       | 25 listopada 1907    | marzec 2019          | 111 lat 96+ dni  | Japonia                 |
|      | Duranord Veillard                    | 28 lutego 1907       | 1 czerwca 2018       | 111 lat 93 dni   | Stany Zjednoczone       |
| 155  | Sadayoshi Tanabe                     | 20 października 1888 | 18 stycznia 2000     | 111 lat 90 dni   | Japonia                 |
| 156  | Alejandro Rivera Santalla            | 28 sierpnia 1888     | 22 listopada 1999    | 111 lat 86 dni   | Hiszpania               |
|      | Armando Alvarino Thomas              | 5 marca 1914         | 27 maja 2025         | 111 lat 83 dni   | Kolumbia                |
| 157  | Clarence Matthews                    | 1 maja 1906          | 22 lipca 2017        | 111 lat 82 dni   | Stany Zjednoczone       |
| 158  | Jan van Ierland                      | 5 maja 1914          | 21 lipca 2025        | 111 lat 77 dni   | Holandia                |
| 159  | Makaru Nakanishi                     | 15 grudnia 1901      | 28 lutego 2013       | 111 lat 75 dni   | Japonia                 |
| 160  | Philip Sharp                         | 21 grudnia 1909      | 2 marca 2021         | 111 lat 71 dni   | Stany Zjednoczone       |
| 161  | Frank Simes                          | 10 lipca 1905        | 18 września 2016     | 111 lat 70 dni   | Anglia Wielka Brytania  |
|      | Leonidio dos Santos                  | 21 grudnia 1905      | 1 marca 2017         | 111 lat 70 dni   | Brazylia                |
| 162  | Irving Piken                         | 20 grudnia 1908      | 27 lutego 2020       | 111 lat 69 dni   | Stany Zjednoczone       |
| 163  | John Gordon Farringdon               | 7 czerwca 1913       | 13 sierpnia 2024     | 111 lat 67 dni   | Anglia Wielka Brytania  |
| 164  | Kamado Tsuha                         | 10 czerwca 1908      | 15 sierpnia 2019     | 111 lat 66 dni   | Japonia                 |
|      | Hildebrando Ibanez Reynaga           | 10 lipca 1908        | 12 września 2019     | 111 lat 64 dni   | Peru                    |
| 165  | Henry Pfeiffer                       | 22 marca 1881        | 23 maja 1992         | 111 lat 62 dni   | Stany Zjednoczone       |
| 166  | Zachariah Blackistone                | 16 lutego 1871       | 18 kwietnia 1982     | 111 lat 61 dni   | Stany Zjednoczone       |
| 166  | Randolph Davis                       | 15 października 1873 | 15 grudnia 1984      | 111 lat 61 dni   | Stany Zjednoczone       |
| 168  | Giovanni La Penna                    | 29 października 1909 | 28 grudnia 2020      | 111 lat 60 dni   | Włochy                  |
| 169  | Antonio Baldo                        | 6 lipca 1887         | 28 sierpnia 1998     | 111 lat 53 dni   | Włochy                  |
| 170  | Aaron Bazemore                       | 20 lutego 1881       | 10 kwietnia 1992     | 111 lat 50 dni   | Stany Zjednoczone       |
| 170  | Edward Bernard                       | 22 czerwca 1889      | 11 sierpnia 2000     | 111 lat 50 dni   | Stany Zjednoczone       |
| 172  | Francisco Fernández                  | 24 lipca 1901        | 7 września 2012      | 111 lat 45 dni   | Hiszpania               |
| 172  | Guillermo Antonio Mesa Sierra        | 6 sierpnia 1910      | 20 września 2021     | 111 lat 45 dni   | Kolumbia                |
| 174  | Motoo Kawada                         | 25 kwietnia 1892     | 6 czerwca 2003       | 111 lat 42 dni   | Japonia                 |
| 175  | Joseph Rabenda                       | 10 stycznia 1892     | 19 lutego 2003       | 111 lat 40 dni   | Francja                 |
|      | Pedro Lobaina Ramírez                | 1 sierpnia 1909      | 10 września 2020     | 111 lat 40 dni   | Kuba                    |
| 176  | Kama Nakasone                        | 23 listopada 1891    | 1 stycznia 2003      | 111 lat 39 dni   | Japonia                 |
| 177  | Henry John Patch                     | 17 czerwca 1898      | 25 lipca 2009        | 111 lat 38 dni   | Anglia Wielka Brytania  |
| 178  | Andrew Small                         | 26 grudnia 1891      | 31 stycznia 2003     | 111 lat 36 dni   | Stany Zjednoczone       |
| 179  | Peter Solum                          | 3 maja 1882          | 5 czerwca 1993       | 111 lat 33 dni   | Stany Zjednoczone       |
| 179  | Herbert Wolding                      | 15 października 1912 | 17 listopada 2023    | 111 lat 33 dni   | Stany Zjednoczone       |
| 181  | Alfonso Maria Rojas Perdomo          | 31 maja 1913         | 29 czerwca 2024      | 111 lat 29 dni   | Kolumbia                |
| 182  | Masao Kaga                           | 1 czerwca 1902       | 26 czerwca 2013      | 111 lat 25 dni   | Japonia                 |
| 183  | Tadakuni Okamura                     | 8 września 1906      | październik 2017     | 111 lat 23+ dni  | Japonia                 |
| 184  | Tsuneji Ōyama                        | 9 stycznia 1913      | 30 stycznia 2024     | 111 lat 21 dni   | Japonia                 |
|      | Moacyr Nunes Barroso                 | 31 marca 1909        | 20 kwietnia 2020     | 111 lat 20 dni   | Brazylia                |
| 185  | Salvatore Nardi                      | 14 października 1912 | 2 listopada 2023     | 111 lat 19 dni   | Włochy                  |
|      | Luís Torras Martínez                 | 29 grudnia 1912      | 14 stycznia 2024     | 111 lat 16 dni   | Hiszpania               |
| 186  | James Holt                           | 25 grudnia 1865      | 7 stycznia 1977      | 111 lat 13 dni   | Stany Zjednoczone       |
| 186  | Giovanni Ligato                      | 18 lutego 1901       | 2 marca 2012         | 111 lat 13 dni   | Włochy                  |
| 186  | Shirō Moriyama                       | 6 marca 1911         | 19 marca 2022        | 111 lat 13 dni   | Japonia                 |
| 189  | Domenico Minervino                   | 10 maja 1880         | 22 maja 1991         | 111 lat 12 dni   | Włochy                  |
|      | Juan Escribano Bruno                 | 24 listopada 1910    | 5 grudnia 2021       | 111 lat 11 dni   | Portoryko               |
| 190  | Giles Burrett Cropsey                | 4 września 1911      | 14 września 2022     | 111 lat 10 dni   | Stany Zjednoczone       |
| 191  | Fred Miller                          | 9 maja 1894          | 16 maja 2005         | 111 lat 7 dni    | Stany Zjednoczone       |
| 192  | Robert Freeman                       | 22 grudnia 1879      | 24 grudnia 1990      | 111 lat 2 dni    | Stany Zjednoczone       |
| 192  | Nijiro Tokuda                        | 10 czerwca 1895      | 12 czerwca 2006      | 111 lat 2 dni    | Japonia                 |
| 194  | Robert Alexander Early               | 8 października 1849  | 9 października 1960  | 111 lat 1 dzień  | Stany Zjednoczone       |
| 194  | James William Wiggins                | 15 października 1880 | 16 października 1991 | 111 lat 1 dzień  | Stany Zjednoczone       |
|      | Zhou Youguang                        | 13 stycznia 1906     | 14 stycznia 2017     | 111 lat 1 dzień  | Chiny                   |